# Vrai négatif
Dans un test de classification binaire, un résultat est dit vrai négatif lorsqu'un échantillon est correctement déclaré comme négatif par le test.
On l'oppose aux notions de :
- vrai positif (échantillon correctement déclaré comme positif) ;
- faux positif (échantillon déclaré positif alors qu'il ne l'était pas) ;
- faux négatif (échantillon déclaré négatif alors qu'il était en réalité positif).

Ces notions peuvent être présentées sous forme d'une matrice de confusion :
| Cause cherchée (virus, alarme, etc) | Test positif | Test négatif |
| ----------------------------------- | ------------ | ------------ |
| Absence                             | Faux positif | Vrai négatif |
| Présence                            | Vrai positif | Faux négatif |

## Utilisation
Les vrais négatifs peuvent être définis dans tout type de classification ou test binaire, où une classe (par convention la classe négative) correspond à l'absence ou la non-pertinence d'un phénomène. Correctement prédire cette absence ou non-pertinence sur un échantillon produit un vrai négatif.
Par exemple,
- un filtre de spams produit un vrai négatif en laissant passer un courriel pertinent ;
- pour une alarme de maison, un vrai négatif correspond à ne pas se déclencher sans raison ;
- dans le cadre d'un test médical de recherche d'une bactérie, le résultat est un vrai négatif s'il indique à raison l'absence de ladite bactérie.

L'importance des vrais négatifs dépend du cadre d'application. Ainsi, certaines mesures comme la précision et le rappel ignorent totalement le taux de vrais négatifs. Cela est adapté quand découvrir les négatifs n'est pas intéressant, par exemple, en recherche documentaire, il est important de trouver des documents pertinents (vrais positifs) et évitant les faux positifs qui ajoutent du bruit aux résultats. En revanche, la capacité à trouver des documents non pertinents importe peu, puisque ces documents ne sont jamais présentés aux utilisateurs et utilisatrices. Dans d'autres applications, les vrais négatifs peuvent se révéler importants. Par exemple, dans les tests diagnostiques, les vrais négatifs permettent de confirmer l'absence d'une pathologie, et donc in fine d'éviter des traitements médicaux inutiles et couteux.

## Mesures liées
Les vrais négatifs sont utilisés pour calculer la spécificité d'un modèle, qui elle-même permet de tracer la courbe sensibilité/spécificité. Ils sont aussi utilisés pour calculer l'exactitude (accuracy) d'un classificateur ou test binaire.